# Мандри Саллівана
«Мандри Саллівана» (англ. Sullivan's Travels) — американська мелодрама 1941 року режисера Престона Старджеса. У головних ролях — Джоель МакКрі та Вероніка Лейк.

## Сюжет
Джон Ллойд Салліван — найпопулярніший режисер Голлівуду. Він має бажання створити серйозний фільм про життя. Заради цього Салліван вирішує здійснити подорож через всю Америку з єдиним центом в кишені. Він прагне побачити життя звичайного бідняка зсередини. Вже на початку своїх мандрів Джон, зайшовши до кафе, виявляє, що загубив єдину монету. Але тут йому на допомогу приходить чарівна білявка, що згодом стане його вірною супутницею у всіх пригодах …

## У ролях
- Джоель МакКрі — Джон Ллойд Салліван
- Вероніка Лейк — Дівчина
- Роберт Варвік — містер Лебранд
- Вільям Демарест — містер Джонс
- Френклін Пенгборн — містер Казаліс
- Портер Холл — містер Хедріен
- Байрон Фулджер — містер Вальделл
- Маргарет Хейєс — секретарка